# Der Nachbar (1992)
Der Nachbar ist ein österreichischer Tragödienfilm aus dem Jahr 1992. Regie führte Götz Spielmann.

## Handlung
In einer alten Wiener Vorstadt an der Schnellbahn gelegen, lebt einsam der alte Herr Pavlik. Seine einzige Gefährtin ist ein Vogelweibchen, das er liebevoll Gerti nennt. Er ist der Besitzer eines Geschäftes für antiquarische Lesehefte, das mäßig besucht ist. Herr Pavlik kümmert sich auch um die im Sterben liegende Frau Smekal, indem er ihr das Essen aus dem Gasthaus bringt. Auch leiht er ihr immer kostenlos Lesehefte aus seinem Geschäft. Eines Abends, als Pavlik Frau Smekal das Nachtmahl bringen will, ist sie bereits verstorben. Am nächsten Tag ist Pavlik schlecht gelaunt und verweist eine Kundin brutal aus seinem Geschäft. Nachdem Frau Smekal bestattet wird, taucht ihr Sohn Herbert auf, der die Wohnung seiner Mutter als altmodisch empfindet. Als Pavlik mit dem jungen Smekal ins Gespräch kommt, eskaliert der Streit zwischen den beiden, weil Herbert sich um seine alte Mutter nicht kümmerte, und Pavlik nennt ihn daraufhin einen Lump. Smekals Freundin ist die junge Tschechin Michaela mit ihrer kleinen Tochter Agnes. Diese zieht mit Herbert in die Wohnung seiner Mutter ein. Die Nachbarin tratscht mit Herrn Pavlik und deutet an, dass die junge Michaela, weil sie abends immer mit dem Taxi wegfahre, so eine sei. Michaela hat zuvor im Gasthaus, aus dem Herr Pavlik immer das Essen holte, als Kellnerin gearbeitet. Nun folgt eines Abends Herr Pavlik Michaela mit dem Taxi in die Innenstadt und findet heraus, dass sie in einer Peepshow arbeitet. Im Peepshowgeschäft erkundigt sich Pavlik nach Michaela. Der Aufseher sagt ihm, dass sie in der Show Chantal heißt. In der Kabine ist Pavlik hingerissen von Michaelas Nacktheit. In Pavliks Geschäft kommt des Öfteren die kleine Agnes, die anfangs wortkarg ist und der er auch Lesehefte leiht. Herr Pavlik verfolgt weiterhin Michaela, mischt sich in ihre Angelegenheiten, macht ihr sogar einen Heiratsantrag und will ihr sein Geld vererben. Michaela allerdings reagiert energisch und ablehnend. Als Michaela bei Pavlik zu Besuch ist, fordert er sie auf, sich auszuziehen. Dies tut sie auch, hat aber dann genug und will Pavlik nicht mehr sehen. Pavlik meint es aber gut mit ihr, weil Herbert Smekal nach Pavliks Meinung unfähig ist, sich um die kleine Agnes zu kümmern. Außerdem verspielte Herbert in einer Spielgemeinschaft 20.000 Schilling. Michaela und Herbert sind nun pleite. Um Geld zu verdienen, ist Michaela nun als Prostituierte tätig. Gegen Geld gelangt Pavlik zu ihr, und Michaela hält ihn für verrückt. Herbert bekommt aber Wind von Pavliks Vermögen. Pavlik und Herbert gehen nachts in den Park, wo Herbert versucht, Pavlik das Geld herauszupressen. Pavlik zieht eine Pistole und erschießt Herbert. Danach vermutet die Polizei eine Eifersuchtsgeschichte in Herberts Unterweltclique. Am Ende des Filmes versöhnen sich Herr Pavlik und die kleine Agnes, während Michaela noch von der Polizei einvernommen wird.

## Hintergrund
Der Nachbar ist eine Koproduktion von Allegro Film und dem Manfred Fritsch Filmbüro. Sie wurde vom Österreichischen Filminstitut und durch das ORF Film-/Fernsehabkommen gefördert. Der Film lief auf verschiedenen Festivals, wie den Internationalen Hofer Filmtagen (1992) und dem Filmfestival Max Ophüls Preis (1993). Auf der Viennale 1993 wurde er mit dem Wiener Filmpreis ausgezeichnet.

## Kritik
„Eindringlich gespielte, triste, aber in ihrer Menschlichkeit sehr berührende Milieustudie, die etliche soziale und psychologische Probleme streift und viel Stoff zum Nachdenken bietet.“